# Sandro Schwarz
Sandro Schwarz (Mainz, 17 de outubro de 1978) é um treinador e ex-futebolista alemão que atuava como volante. Atualmente comanda o New York Red Bulls.

## Carreira como jogador

### Mainz 05
Formado nas categorias de base do Mainz 05, Schwarz teve destaque na equipe Sub-19 e subiu para a equipe principal no dia 1 de julho de 1998. Em sete temporadas no clube, o meia disputou um total de 107 partidas e marcou três gols.

### RW Essen
Foi contratado pelo RW Essen no dia 1 de julho de 2004, por 750 mil euros.

### Wehen Wiesbaden
Em julho de 2005 foi contratado pelo Wehen Wiesbaden, por um valor de 700 mil euros. Permaneceu no clube até o fim de 2009, quando anunciou sua aposentadoria. No mesmo ano foi anunciado como auxiliar técnico da equipe, tendo permanecido no cargo por apenas uma temporada.

## Carreira como treinador

### 1. FC Eschborn
Seu primeiro trabalho como técnico foi em 2011, quando assumiu o modesto Eschborn.

### Mainz 05
Para a temporada 2013–14, Schwarz retornou ao seu antigo clube, o Mainz 05, onde assumiu o comando da equipe Sub-19. Permaneceu até 17 de fevereiro de 2015 e era visto como o sucessor de Martin Schmidt, que na época era treinador da equipe principal. Dois anos depois, as expectativas se confirmaram e Schwarz assumiu a equipe, sendo anunciado como novo técnico do Mainz no dia 31 de maio de 2017.
Renovou com o clube em fevereiro de 2019, assinando um novo vínculo válido por mais dois anos, até junho de 2022.

### Dínamo de Moscou
Comandou o Dínamo de Moscou, da Rússia, entre outubro de 2020 e maio de 2022. O técnico foi demitido no dia 29 de maio, após uma derrota por 2 a 1 para o Spartak Moscou, em jogo válido pela final da Copa da Rússia.

### Hertha Berlim
Foi anunciado pelo Hertha Berlim no dia 2 de junho de 2022, assinando contrato até 2024.